# Tyrone Mears
Tyrone Bert Mears (1983. február 18., Stockport) egyszeres jamaicai válogatott labdarúgó.

## Pályafutása

### Manchester City FC
Mears 2001-ben került fel a Manchester City felnőttcsapatába, ahol mindössze egy lehetőséget kapott. Amikor a csapat feljutott a Premier League-be, egyértelművé vált, hogy nem fog elég lehetőséghez jutni, így eladták őt a Preston North Endnek.

### Preston North End FC
Mears 200 000 font ellenében igazolt a Prestonhoz 2002 nyarán. Hároméves szerződést írt alá új csapatával. Első szezonjában 24 bajnokin és kupameccsen küldte őt pályára a menedzser. A 2003/04-es szezonban mindössze 14 lehetőséghez jutott, azután pedig csak 5-höz, bár itt egy csonttörés is közrejátszott. A 2005/06-os idény remekül alakult a védő számára, 39-szer lépett pályára, segítségével a PNE a másodosztály rájátszásába is bejutott, de a végső győzelmet nem sikerült elérni. Ebben az időben a játékos nem a "Mears" feliratot viselte a hátán, hanem becenevét Tye). Ez ritka az angol labdarúgásban. 2006 júliusában a Preston a Charlton két ajánlatát is elutasította, de a West Hamét elfogadta.

### West Ham United FC
Mears 1 millió fontért szerződött a WHU-hoz, ami 1,9 millióra is emelkedhetett volna annak függvényében, hogy hány lehetőséget kap és, hogy behívják-e az angol válogatottba. Egyik feltétel sem teljesült, a szezonban mindössze 5 bajnokin és 1 kupameccsen játszhatott. Legemlékezetesebb megmozdulása az volt, amikor a gólvonalról tisztázott, miután az Aston Villa játékosa Sztilijan Petrov átemelte a West Ham akkori kapusát Roy Carroll-t.

### Derby County FC
Mivel Londonban alig kapott lehetőséget, Mears 2007 januárjában kölcsönben a Derby Countyhoz igazolt. A Kosoknál akkor Billy Davies volt a vezetőedző, akivel a Prestonnál korábban már dolgoztak együtt. A mester hamar kijelentette, hogy szeretné véglegesen is megszerezni a védőt. Miután a Derby feljutott a Premier League-be, Mears hároméves szerződést írt alá a klubbal. Vételára 1 millió font volt. Első gólját a csapatnál 2008. április 19-én szerezte éppen a West Ham ellen.

#### Olympique de Marseille
2008. augusztus 29-én Mears engedély nélkül Marseille-be utazott, hogy részt vegyen az átigazolások előtt szokásos orvosi vizsgálatokon az Olympique de Marseille-nél. A Derby akkori mestere, Paul Jewell ezért megvonta hat heti fizetését és azt nyilatkozta, soha többé nem fogja játszatni. A játékost végül a 2008/09-es szezonra kölcsönvette az Olympique. Sérülése és Laurent Bonnart jó formája miatt csak január közepén, egy Twente elleni UEFA-kupa-meccsen mutatkozhatott be a franciáknál. A bajnokságban összesen négy mérkőzésen lépett pályára. A kölcsönszerződés lejártával a Marseille úgy döntött, nem próbálja meg véglegesen is leigazolni.

### Burnley FC
Mears 2009 júniusában a Burnleyhez igazolt. A csapat 500 ezer fontot fizetett érte és hároméves szerződést adott neki.

### Válogatott
Mears Angliában született, de jamaicai származásának köszönhetően a jamaicai válogatottban szerepel. 2009. február 11-én, Nigéria ellen lépett pályára nemzeti csapatában.

## Külső hivatkozások
- Mears adatlapja a Bolton Wanderers FC honlapján